# Дойче веле
„Дойче Веле“ (на немски: Deutsche Welle) е международна медия в Германия, включваща телевизия, радио и информационен портал в интернет.
Официалната цел на медията според Закона за „Дойче Веле“ е „да разпространява в чужбина широкообхватната картина на политическия, културен и стопански живот в Германия, а също и да представя и разяснява германските възгледи по важни въпроси“.
„Дойче Веле“ предлага радио и интернет съдържание на 30 езика, а телевизионната програма е 24-часова и е на немски, английски, арабски и испански език. Целевата група на медията са хора, с интерес към Германия и Европа, особено тези, които могат да имат влияние в страните си. Зрителите и слушателите на „Дойче Веле“ в световен мащаб през 2011 г. са над 86 милиона души седмично.
Сградата на радиото се намира в Бон, а на телевизията – в Берлин. 
„Дойче Веле“ излъчва първата си програма по радиото на 3 май 1953 година – реч на германския президент Теодор Хойс до германците по света. През следващата година започва излъчване на английски, френски, испански и португалски език. От 1957 година в програмата на радиото влизат курсове по немски език. В следващите години „Дойче Веле“ добавя нови езици към програмата си. От 1 август 1963 г. има българска редакция. „Пражката пролет“ е първото изпитание за „Дойче веле“ като „кризисно радио“. На 1 април 1992 е пусната телевизия „Дойче Веле“. През 2005 г. към медията е добавен информационният портал www.dw.de.
„Дойче Веле“ се финансира от правителството на Германия с пари от данъци. Отговорен за медията е министърът на културата и медиите на Германия. Годишният бюджет е около 270 милиона евро. 
В „Дойче Веле“ работят близо 1500 души от 60 националности. 
От 31 декември 2011 радио „Дойче Веле“ спира да се излъчва на къси вълни в България, защото намалява броят на хората, които притежават радиоприемници, работещи на къси вълни. Наред с това се прекратява и излъчването на УКВ. Радиото ще продължи да се излъчва онлайн. През 2011 година уникалните посещения на българската част от портала на „Дойче Веле“ в интернет са 50 000, а месечните прочитания достигат до близо три милиона. 